# 글뤼카우프-캄프반 경기장
글뤼카우프-캄프반 (Glückauf-Kampfbahn) 은 독일 노르트라인베스트팔렌주 겔젠키르헨에 위치한 다목적 경기장이다. 이 경기장은 FC 샬케 04의 구(舊) 홈구장이었다. 1973년, 샬케는 파르크슈타디온으로 홈구장을 옮겼다. 경기장의 수용인원은 34,000명이었다.

## 같이 보기
- FC 샬케 04
- 벨틴스 아레나
- 파르크슈타디온